# Mastrinka
Mastrinka – wieś w Chorwacji, w żupanii splicko-dalmatyńskiej, w mieście Trogir. W 2011 roku liczyła 947 mieszkańców.